# جوش شتاين
جوش شتاين (بالإنجليزية: Josh Stein)‏ هو محامي وسياسي أمريكي، ولد في 13 سبتمبر 1966 في واشنطن العاصمة في الولايات المتحدة. حزبياً، نشط في الحزب الديمقراطي. وقد انتخب عضو مجلس ولاية كارولاينا الشمالية.

## وصلات خارجية
- الموقع الرسمي